# الصبي على الشاطئ
الصبي على الشاطئ هي مذكرات عام 2018 بقلم تيما كردي حول محاولات عائلتها الهروب من الحرب الأهلية السورية والظروف التي أدت إلى وفاة آلان كردي.

## الإصدار
نُشرت الرواية عام 2018 عن دار سايمون وشوستر، وكتبتها الناشطة الكندية السورية تيما كردي. تحدثت الكاتبة في مقابلتين إعلاميتين عن رؤيتها للكتاب باعتباره دعوة للمجتمع العالمي لبذل المزيد من الجهد من أجل اللاجئين.

## استقبال نقدي
وصل الكتاب إلى القائمة الطويلة لمسابقة الكتب الكندية تُقرأ 2019. وكتبت شينيز جانمحمد "الفضل يعود إلى المؤلف في إضفاء الطابع الإنساني على الصراع السوري.

## روابط خارجية
- الصفحة الرسمية للناشر